# 낮잠

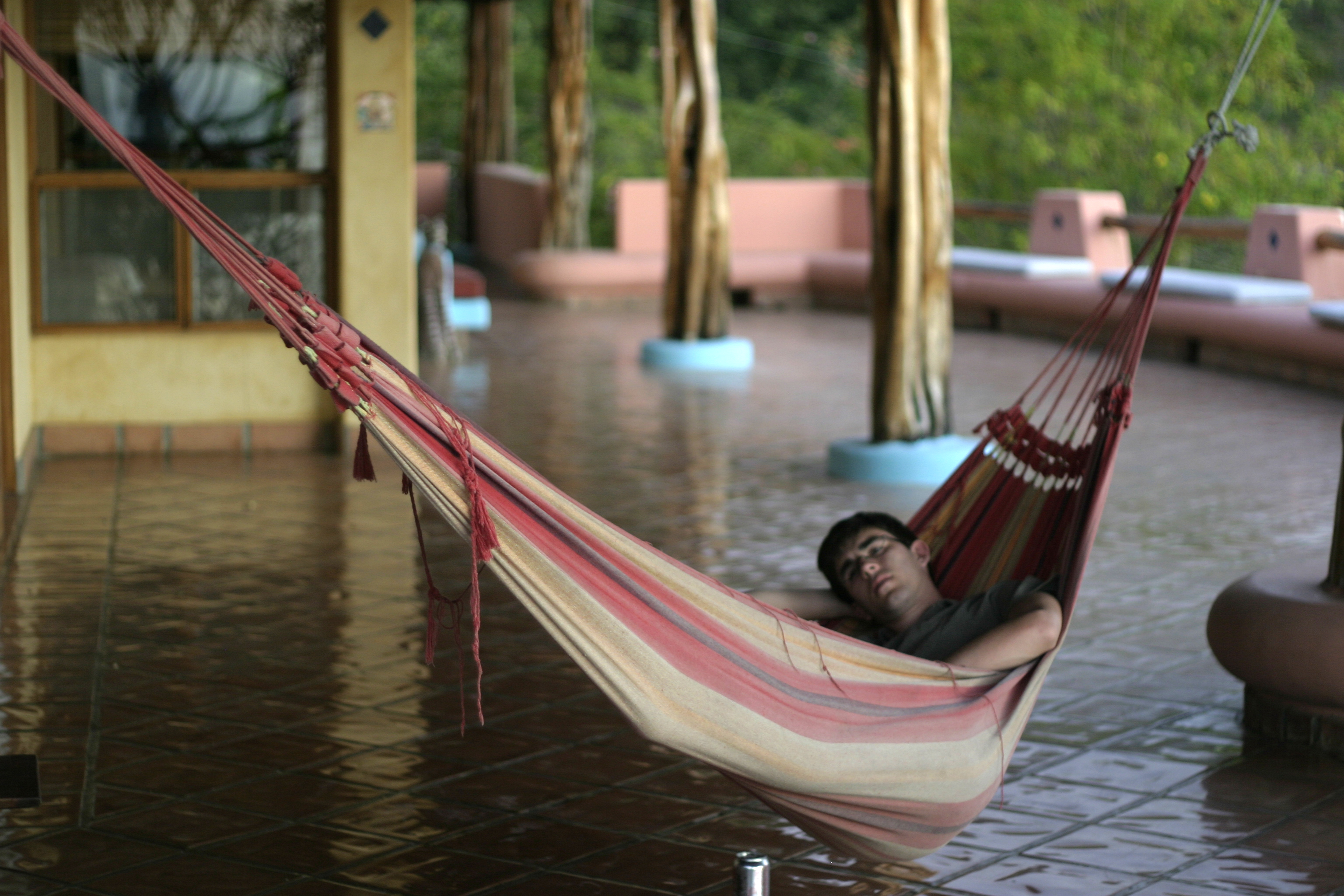
코스타리카의 파티오에서 해먹에서 낮잠을 자고 있는 남자

낮잠 또는 주침(晝寢)은 점심 후 잠깐 자는 잠이다. 남유럽에서는 시에스타라고도 한다.
인간은 하루 두 번 잠을 자고 싶어하는 습성이 있다. 한번은 밤에 자는 잠이고, 한번은 낮에 오는 수면 욕구가 그것이다. 생체 시계 상으로 가장 약한 각성 상태의 시간이 오후 1시에서 3시 사이다. 이때는 식사를 하건 안 하건 생체 리듬 상으로 졸리게 된다.
낮잠은 얼마나 언제 자느냐에 따라 효과가 달라진다. 15분 간 짧게 자는 낮잠은 기억력 개선에 도움이 된다. 30분 내로 자는 잠은 인간의 정신활동에 도움이 된다. 90분 간의 낮잠은 부족한 수면을 보충하는 데 도움이 된다. 90분 낮잠의 경우엔 밤에 자기 전 4시간 이내에 잔다면 오히려 야간 수면에 방해가 된다.
되도록이면 편안한 곳에서 낮잠을 잔다. 불가피하게 책상에 엎드려서 자는 경우는 쿠션 등을 얼굴에 받쳐 최대한 허리가 구부러지지 않게 해준다. 자고 나서는 목과 어깨 스트레칭을 해주어야 한다.

## 같이 보기
- 수면